# Duisi

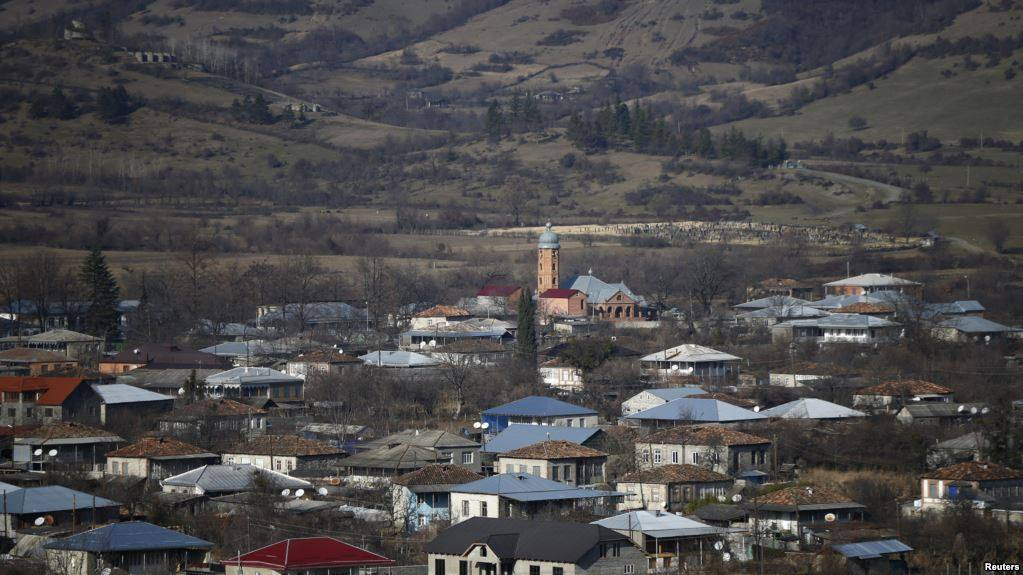
Duisi, 2018

Duisi ist ein Dorf im Osten Georgiens in der Region Kachetien.
Es liegt im Tal des Flusses Alasani, etwa 30 Kilometer nordöstlich von Telawi und 10 Kilometer südöstlich von Pankisi. Die Bevölkerung von Duisi besteht hauptsächlich aus Kisten, einer ethnischen Gruppe, die eng mit den Tschetschenen verwandt ist und hauptsächlich in Georgien und Tschetschenien lebt. Etwa 75 % der Bevölkerung sind sunnitische Muslime, die restlichen 25 % sind mehrheitlich christliche Georgier. Die sogenannten Kisten sind sunnitische Tschetschenen, sie stellen etwa drei Viertel der Bevölkerung.

## Geschichte
Duisi hat eine lange und komplexe Geschichte. Es war Teil des alten Königreichs Kachetien und später der persischen Safawiden-Dynastie. Während des 19. Jahrhunderts wurde die Region von Russland annektiert. Während der Sowjetzeit gehörte Duisi zur Autonomen Sozialistischen Sowjetrepublik Georgien.
Während des Bürgerkriegs in Tschetschenien in den 1990er Jahren flohen viele Tschetschenen nach Duisi und anderen Teilen Georgiens. Im Laufe der Zeit haben sich viele dieser Flüchtlinge in der Gegend niedergelassen und die Kisten-Bevölkerung von Duisi hat sich seitdem mit den neuen Siedlern vermischt.

## Kultur und Sehenswürdigkeiten

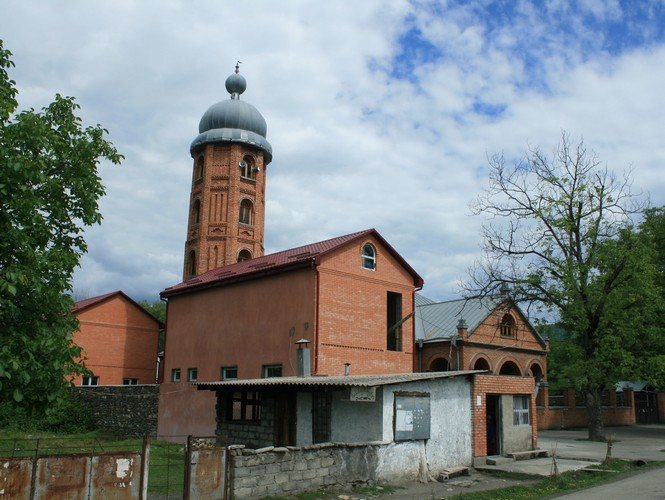
Wahhabitische Moschee in Duisi

Duisi ist bekannt für seine einzigartige Kultur und Traditionen. Die Kisten sind berühmt für ihre Musik und Tänze, die oft von einer speziellen Flöte begleitet werden. Die traditionelle Kleidung der Kisten ist ebenfalls sehr beeindruckend und farbenfroh.
Der Ort hat zwei Moscheen. Die Alte Moschee, ein Ziegelbau mit einem ornamentalen Dekor aus schwarzen und braunen Ziegeln, wurde 1901 errichtet. Sie war die erste Moschee im Alasani-Tal. Die aufwendige Renovierung wurde von der Türkischen Präsidium für Internationale Kooperation und Koordination finanziert. Die Neue Mosche ist von Saudi-Arabien finanziert worden.
Die Umgebung von Duisi ist auch reich an Natur und landschaftlicher Schönheit. Die Alasani-Schlucht bietet spektakuläre Ausblicke auf die umliegenden Berge und Flüsse. In der Nähe von Duisi befinden sich auch mehrere alte Kirchen und Klöster, manche im Zustand der Vernachlässigung und des Verfalls, einige sind in den letzten Jahrzehnten renoviert worden. In der Nähe befindet sich das Kloster Bodbe, das angeblich das Grab der heiligen Nino von Georgien beherbergt.

## Wirtschaft und Infrastruktur
Die Wirtschaft von Duisi ist hauptsächlich landwirtschaftlich geprägt, insbesondere die Produktion von Obst und Gemüse. Die Region ist bekannt für ihre Milchprodukte, und die Kisten stellen traditionell Käse und Joghurt her.
Die Infrastruktur von Duisi ist begrenzt, aber es gibt eine Grundschule, eine Bibliothek und einen kleinen Markt. Die Gegend ist jedoch auch ein beliebtes Touristenziel und es gibt mehrere Pensionen und Gasthäuser, die Unterkünfte und Verpflegung anbieten.